# Kvadratno iracionalno število
Kvadrátno iracionálno števílo (redkeje tudi kvadrátni súrd) je v matematiki algebrsko iracionalno število, ki je rešitev kakšne kvadratne enačbe z racionalnimi koeficienti. Ker se lahko iz kvadratne enačbe ulomke poniči z množenjem obeh strani z njihovima skupnima imenovalcema, se lahko reče, da je kvadratno iracionalno število koren kvadratne enačbe:
{\displaystyle kx^{2}+mx+n=0\!\,}
s celimi koeficienti {\displaystyle k\,}, {\displaystyle m\,} in {\displaystyle n\,} in z od nič različno diskriminanto {\displaystyle m^{2}-4kn\,}. Kvadratna iracionalna števila so oblike: 
{\displaystyle {\sqrt {c}},\qquad (c>1)\!\,}
za cela števila c deljiva brez kvadrata. Vsako kvadratno iracionalno število pa se lahko v splošnem zapiše kot: 
{\displaystyle {\frac {a\pm b{\sqrt {c}}}{d}},\qquad a,b,c,d\in \mathbb {Z} ,\qquad (a,b>0,c>1,d\neq 0,d|a^{2}-c)\!\,,}
kjer {\displaystyle c\,} ni popolni kvadrat.
To pomeni, da je moč njihove množice enaka množici urejenih trojic celih števil, in je zaradi tega števno neskončna.
Kvadratna iracionalna števila z danim {\displaystyle c\,} tvorijo obseg, ki se imenuje kvadratni obseg.

## Verižni ulomki kvadratnih iracionalnih števil

### Enočlene oblike
Kvadratna iracionalna števila so posebna števila, še posebej v povezavi z verižnimi ulomki. Za vsa in edino za kvadratna iracionalna števila je razvoj v verižni ulomek periodičen. Na primer števila deljiva brez kvadrata: 
{\displaystyle {\sqrt {2}}=1,4142\ldots =[1;2,\ldots ]\!\,,}
{\displaystyle {\sqrt {3}}=1,7320\ldots =[1;1,2,\ldots ]\!\,,}
{\displaystyle {\sqrt {5}}=2,2360\ldots =[2;4,\ldots ]\!\,,}
{\displaystyle {\sqrt {6}}=2,4494\ldots =[2;2,4,\ldots ]\!\,,}
{\displaystyle {\sqrt {7}}=2,6457\ldots =[2;1,1,1,4,\ldots ]\!\,,}
{\displaystyle {\sqrt {10}}=3,1622\ldots =[3;6,\ldots ]\!\,,}
{\displaystyle {\sqrt {11}}=3,3166\ldots =[3;3,6,\ldots ]\!\,,}
{\displaystyle {\sqrt {13}}=3,6055\ldots =[3;1,1,1,1,6,\ldots ]\!\,,}
{\displaystyle {\sqrt {14}}=3,7416\ldots =[3;1,2,1,6\ldots ]\!\,,}
{\displaystyle {\sqrt {15}}=3,8729\ldots =[3;1,6,\ldots ]\!\,.}
ali števila deljiva s kvadratom, ki niso kvadratna števila (OEIS A051144):
{\displaystyle {\sqrt {8}}=2{\sqrt {2}}=2,8284\ldots =[2;1,4,\ldots ]\!\,,}
{\displaystyle {\sqrt {12}}=2{\sqrt {3}}=3,4641\ldots =[3;2,6,\ldots ]\!\,,}
{\displaystyle {\sqrt {18}}=3{\sqrt {2}}=4,2426\ldots =[4;4,8,\ldots ]\!\,,}
{\displaystyle {\sqrt {20}}=2{\sqrt {5}}=4,4721\ldots =[4;2,8,\ldots ]\!\,.}
Vsi verižni ulomki kvadratnih korenov števil, ki niso popolni kvadrati, imajo posebno obliko periodičnosti, palindromni niz števk:
- prazen za števila oblike {\displaystyle c=n^{2}+1;\ n>0\!\,} (OEIS A002522): {\displaystyle {\sqrt {2}}\!\,}, {\displaystyle {\sqrt {5}}\!\,}, {\displaystyle {\sqrt {10}}\!\,}, {\displaystyle {\sqrt {17}}\!\,}, {\displaystyle {\sqrt {26}}\!\,}, {\displaystyle {\sqrt {37}}\!\,}, {\displaystyle {\sqrt {50}}\!\,}, {\displaystyle {\sqrt {65}}\!\,}, ..., od katerih so praštevila (OEIS A002496): {\displaystyle {\sqrt {2}}\!\,}, {\displaystyle {\sqrt {5}}\!\,}, {\displaystyle {\sqrt {17}}\!\,}, {\displaystyle {\sqrt {37}}\!\,}, {\displaystyle {\sqrt {101}}\!\,}, {\displaystyle {\sqrt {197}}\!\,}, {\displaystyle {\sqrt {257}}\!\,}, ... in sestavljena (OEIS A134406): {\displaystyle {\sqrt {10}}\!\,}, {\displaystyle {\sqrt {26}}\!\,}, {\displaystyle {\sqrt {50}}\!\,}, {\displaystyle {\sqrt {65}}\!\,}, {\displaystyle {\sqrt {82}}\!\,}, {\displaystyle {\sqrt {122}}\!\,}, {\displaystyle {\sqrt {145}}\!\,}, {\displaystyle {\sqrt {170}}\!\,}, ...

Za ta števila tako velja:
{\displaystyle {\sqrt {c}}=[a_{0};{\overline {2a_{0}}}]\!\,.}
- na primer 1 za {\displaystyle {\sqrt {3}}\,}, 1,1,1 za {\displaystyle {\sqrt {7}}\,}, 1,2,1 za {\displaystyle {\sqrt {14}}\,}, ki mu sledi dvakratnik vodilnega celega števila. Praštevila, ki niso oblike {\displaystyle n^{2}+1\,}, imajo neprazen niz (OEIS A070303):

{\displaystyle {\sqrt {3}}\!\,}, {\displaystyle {\sqrt {7}}\!\,}, {\displaystyle {\sqrt {11}}\!\,}, {\displaystyle {\sqrt {13}}\!\,}, {\displaystyle {\sqrt {19}}\!\,}, {\displaystyle {\sqrt {23}}\!\,}, {\displaystyle {\sqrt {29}}\!\,}, {\displaystyle {\sqrt {31}}\!\,}, {\displaystyle {\sqrt {41}}\!\,}, {\displaystyle {\sqrt {43}}\!\,}, {\displaystyle {\sqrt {47}}\!\,}, {\displaystyle {\sqrt {53}}\!\,}, {\displaystyle {\sqrt {59}}\!\,}, {\displaystyle {\sqrt {61}}\!\,}, {\displaystyle {\sqrt {67}}\!\,}, ...
V splošnem tako velja:
{\displaystyle {\sqrt {c}}=[a_{0};{\overline {a_{1},a_{2},\dots ,a_{2},a_{1},2a_{0}}}]\!\,.}
Od zgornjih števil, katerih niz je prazen, so deljiva s kvadratom (OEIS A124809):
{\displaystyle {\sqrt {50}}=7,0710\ldots =[7;{\overline {2\cdot 7}}]\!\,,}
{\displaystyle {\sqrt {325}}=18,0277\ldots =[18;{\overline {2\cdot 18}}]\!\,,}
{\displaystyle {\sqrt {1025}}=32,0156\ldots =[32;{\overline {2\cdot 32}}]\!\,,}
{\displaystyle {\sqrt {1445}}=38,0131\ldots =[38;{\overline {2\cdot 38}}]\!\,,}
itd.
Števila, katerih perioda se začne:
- z 2 (OEIS A065005): {\displaystyle {\sqrt {2}}\!\,}, {\displaystyle {\sqrt {6}}\!\,}, {\displaystyle {\sqrt {12}}\!\,}, {\displaystyle {\sqrt {19}}\!\,}, {\displaystyle {\sqrt {20}}\!\,}, {\displaystyle {\sqrt {29}}\!\,}, {\displaystyle {\sqrt {30}}\!\,}, ...,

- s 3 (OEIS A065006): {\displaystyle {\sqrt {11}}\!\,}, {\displaystyle {\sqrt {28}}\!\,}, {\displaystyle {\sqrt {40}}\!\,}, {\displaystyle {\sqrt {53}}\!\,}, {\displaystyle {\sqrt {69}}\!\,}, {\displaystyle {\sqrt {86}}\!\,}, {\displaystyle {\sqrt {87}}\!\,}, ...,

- s 4 (OEIS A065007): {\displaystyle {\sqrt {5}}\!\,}, {\displaystyle {\sqrt {18}}\!\,}, {\displaystyle {\sqrt {39}}\!\,}, {\displaystyle {\sqrt {52}}\!\,}, {\displaystyle {\sqrt {68}}\!\,}, {\displaystyle {\sqrt {85}}\!\,}, {\displaystyle {\sqrt {105}}\!\,}, ...,

- s 5 (OEIS A065008): {\displaystyle {\sqrt {27}}\!\,}, {\displaystyle {\sqrt {67}}\!\,}, {\displaystyle {\sqrt {104}}\!\,}, {\displaystyle {\sqrt {1255}}\!\,}, {\displaystyle {\sqrt {174}}\!\,}, {\displaystyle {\sqrt {201}}\!\,}, {\displaystyle {\sqrt {231}}\!\,}, ...,

- s 6 (OEIS A065009): {\displaystyle {\sqrt {10}}\!\,}, {\displaystyle {\sqrt {38}}\!\,}, {\displaystyle {\sqrt {84}}\!\,}, {\displaystyle {\sqrt {103}}\!\,}, {\displaystyle {\sqrt {148}}\!\,}, {\displaystyle {\sqrt {173}}\!\,}, {\displaystyle {\sqrt {230}}\!\,}, ...,

- s 7 (OEIS A065010): {\displaystyle {\sqrt {51}}\!\,}, {\displaystyle {\sqrt {124}}\!\,}, {\displaystyle {\sqrt {200}}\!\,}, {\displaystyle {\sqrt {229}}\!\,}, {\displaystyle {\sqrt {329}}\!\,}, {\displaystyle {\sqrt {366}}\!\,}, {\displaystyle {\sqrt {447}}\!\,}, ...,

- z 8 (OEIS A065011): {\displaystyle {\sqrt {17}}\!\,}, {\displaystyle {\sqrt {66}}\!\,}, {\displaystyle {\sqrt {147}}\!\,}, {\displaystyle {\sqrt {172}}\!\,}, {\displaystyle {\sqrt {260}}\!\,}, {\displaystyle {\sqrt {293}}\!\,}, {\displaystyle {\sqrt {405}}\!\,}, ...,

- z 9 (OEIS A065012): {\displaystyle {\sqrt {83}}\!\,}, {\displaystyle {\sqrt {199}}\!\,}, {\displaystyle {\sqrt {328}}\!\,}, {\displaystyle {\sqrt {365}}\!\,}, {\displaystyle {\sqrt {534}}\!\,}, {\displaystyle {\sqrt {581}}\!\,}, {\displaystyle {\sqrt {735}}\!\,}, ...

### Dvočlene oblike
Druga kvadratna iracionalna števila, kjer {\displaystyle c\,} ni kvadratno število:
{\displaystyle (1+{\sqrt {2}})/2=1,2071\ldots =[1;4,1,\ldots ]\!\,,}
{\displaystyle (1+{\sqrt {3}})/2=1,3660\ldots =[1;2,1,\ldots ]\!\,,}
{\displaystyle (1+{\sqrt {5}})/2=1,6180\ldots =[1;1,\ldots ]\equiv [1;{\overline {1}}]\!\,} (število zlatega reza),
{\displaystyle (1+{\sqrt {2}})/3=0,8047\ldots =[0;1,{\overline {4,8}}]\!\,,}
{\displaystyle (1+{\sqrt {3}})/3=0,9106\ldots =[0;1,{\overline {10,5}}]\!\,,}
{\displaystyle (1+{\sqrt {5}})/3=1,0786\ldots =[1;{\overline {12,1,2,2,2,1}}]\!\,,}
{\displaystyle (1+{\sqrt {2}})/5=0,4828\ldots =[0;2,{\overline {1,4}}]\!\,,}
{\displaystyle (1+{\sqrt {3}})/5=0,5464\ldots =[0;1,{\overline {1,4,1,7}}]\!\,,}
{\displaystyle (1+{\sqrt {5}})/5=0,6472\ldots =[0;1,{\overline {1,1,1,5,22,5}}]\!\,,}
{\displaystyle (1+{\sqrt {5}})/6=0,5393\ldots =[0;1,{\overline {1,5}}]\!\,,}
{\displaystyle (1+{\sqrt {5}})/7=0,4622\ldots =[0;2,{\overline {6,7,1,1,1,30,1,1,1,7}}]\!\,,}
{\displaystyle (1+{\sqrt {5}})/8=0,4045\ldots =[0;2,{\overline {2,8}}]\!\,,}
{\displaystyle (1+{\sqrt {5}})/9=0,3595\ldots =[0;2,{\overline {1,3,1,1,3,9}}]\!\,,}
{\displaystyle (1+{\sqrt {5}})/10=0,3236\ldots =[0;3,{\overline {11}}]\!\,,}
{\displaystyle (2+{\sqrt {5}})/2=2,1180\ldots =[2;{\overline {8,2}}]\!\,,}
{\displaystyle (42+{\sqrt {2}})/42=1,0336\ldots =[1;29,{\overline {1,2,3,6,3,2,1,58}}]\!\,,}
{\displaystyle (42+{\sqrt {42}})/42=1,1543\ldots =[1;6,{\overline {2,12}}]\!\,,}
{\displaystyle (4242+{\sqrt {4242}})/4242=1,0153\ldots =[1;65,{\overline {7,1,1,1,8,1,1,1,7,130}}]\!\,...}
Če je {\displaystyle c\,} kvadratno število in {\displaystyle d>1\,}, je dano število racionalno, njegov verižni ulomek pa je seveda končen. Na primer:
{\displaystyle (2+{\sqrt {4}})/5=4/5=0,8=[0;1,4]\!\,,}
{\displaystyle (41+{\sqrt {1764}})/42=83/42=1,9{\overline {761904}}=[1;1,41]\!\,.}
To dejstvo periodičnosti členov verižnih ulomkov sta dokazala Lagrange (1770) in Legendre, pred njima pa je obrat dokazal Euler z analizo popolnih količnikov periodičnih verižnih ulomkov – če je ζ pravi periodični verižni ulomek, je ζ kvadratno iracionalno število. Iz samega verižnega ulomka je moč konstruirati kvadratno enačbo s celimi koeficienti, za katere velja ζ.

### Splošne oblike
{\displaystyle (1+2{\sqrt {2}})/2=1,9142\ldots =[{\overline {1;1,10,1}}]\!\,,}
{\displaystyle (1+2{\sqrt {3}})/2=2,2320\ldots =[2;{\overline {4,3}}]\!\,,}
{\displaystyle (1+2{\sqrt {2}})/3=1,2761\ldots =[{\overline {1;3,1,1,1,1}}]\!\,,}
{\displaystyle (1+2{\sqrt {3}})/3=1,4880\ldots =[{\overline {1;2,20,2,1,1,4,1}}]\!\,,}
{\displaystyle (1+3{\sqrt {2}})/2=2,6213\ldots =[2;{\overline {1,1,1,1,1,3}}]\!\,,}
{\displaystyle (1+3{\sqrt {3}})/2=3,0980\ldots =[3;{\overline {10,5}}]\!\,,}
{\displaystyle (1+3{\sqrt {2}})/3=1,7475\ldots =[1;{\overline {1,2,1,24,1,2,1,2,12,2}}]\!\,,}
{\displaystyle (1+3{\sqrt {3}})/3=2,0653\ldots =[2;{\overline {15,3,2,1,1,30,1,1,2,3}}]\!\,,}
{\displaystyle (1+2{\sqrt {3}})/4=1,1160\ldots =[{\overline {1;8,1,1,1,1,1,1}}]\!\,,}
{\displaystyle (2+3{\sqrt {5}})/7=1,2440\ldots =[{\overline {1;4,10,4,1,1,2,18,2,1}}]\!\,...}

### Druge oblike
Poseben primer kvadratnih iracionalnih števil so rešitve Fermat-Pellove enačbe.